# Гибель богов (фильм)
«Гибель богов» (итал. La caduta degli dei) — кинофреска Лукино Висконти (1969) о распаде семейства промышленной аристократии (наподобие Круппов из Эссена) и о событиях, связанных с «Ночью длинных ножей» в нацистской Германии. Главные роли исполнили Хельмут Бергер, Дирк Богард и Ингрид Тулин. Фильм имел успех в европейском прокате. Он открывает собой «германскую трилогию» Висконти и вереницу артхаусных лент о нацизме и его истоках.

## Сюжет
Германия, 27 февраля 1933 года. Барон Йоахим фон Эссенбек, глава металлургического концерна, празднует день своего рождения в кругу родственников и приближённых. Здесь собираются: младший сын Йоахима, Константин фон Эссенбек с сыном Гюнтером; внучатая племянница Элизабет и её муж Герберт Тальман, вице-президент концерна; вдова старшего сына Йоахима, Софи фон Эссенбек, её сын Мартин, законный наследник достояния фирмы, а также её любовник Фридрих Брукман, исполнительный директор сталелитейных заводов. Кроме того, присутствует кузен Софи — гауптштурмфюрер СС Ашенбах.
Когда Мартин в женском обличье имитирует танец Марлен Дитрих из «Голубого ангела», торжество прерывает срочное сообщение из Берлина о поджоге Рейхстага. Глава семейства объявляет своё решение назначить вице-президентом Константина, члена нацистской партии, занимающего важный пост в СА. Отправленный в отставку Герберт, человек либеральных убеждений, понимает, что теперь он может спастись лишь бегством за границу. Пользуясь ситуацией, Фридрих, подстрекаемый Софи и Ашенбахом, ночью убивает старого Йоахима в его спальне; ответственность за это возлагается на бежавшего Герберта.
Отныне формальным главой концерна должен стать наследник — Мартин, испорченный юноша со скованной волей. По наущению матери он выдвигает на пост президента Фридриха. После самоубийства девочки-еврейки Лизы Келлер, которую совратил Мартин, осведомлённый Константин начинает шантажировать Мартина, и тот, запаниковав, прячется на чердаке замка. Софи договаривается с Ашенбахом о том, как замять это дело и как устранить Константина с помощью Фридриха.
На рассвете 30 июня 1934 года в Бад-Висзее, в расположение отрядов СА, где накануне состоялось празднество, закончившееся пьяной оргией, прибывает отряд СС во главе с Ашенбахом, чтобы истребить собравшихся здесь штурмовиков (см. Ночь длинных ножей). В этой акции участвует Фридрих, который, исполняя волю Софи, расстреливает Константина из автомата. Всячески провоцируя борьбу за власть в семействе Эссенбеков, эсэсовец Ашенбах использует каждого из участников этой борьбы в интересах нацистского дела.
Софи устраняет Элизабет, добившись отправки её в концлагерь, где она впоследствии умирает, и интернирования детей, чтобы вынудить её мужа Герберта вернуться и предать себя в руки гестапо. Ашенбах убеждает юного Гюнтера, сына Константина, вступить в гитлеровскую партию, но главную свою ставку делает теперь на Мартина, разжигая в нём жажду власти и настраивая против матери, якобы подавляющей его волю.
И вот гибельный финал, в котором находит свой страшный выход затаённая, достигшая уже почти экзистенциального градуса ненависть к матери: с целью сломать её морально и в порыве самоутверждения Мартин решается на кровосмесительное насилие. Вскоре он, уже облачённый в мундир СС, устраивает в фамильном замке издевательскую имитацию её свадьбы с Брукманом. Ритуал венчания состоялся, и «новобрачные» — Софи, похожая на зомби, с лицом-маской, и Фридрих, лишённый остатков воли, — получают «свадебный подарок» от Мартина: ампулы с цианистым калием. На последнем кадре Мартин застывает над трупами в нацистском приветствии — воистину инфернальная кода!

## В ролях
- Хельмут Бергер — Мартин фон Эссенбек
- Дирк Богард — Фридрих Брукман
- Ингрид Тулин — Софи фон Эссенбек
- Хельмут Грим — Ашенбах
- Рено Верле — Гюнтер фон Эссенбек
- Умберто Орсини — Герберт Тальман
- Рейнхард Кольдехоф — Константин фон Эссенбек
- Альбрехт Шёнхальс — Йоахим фон Эссенбек
- Флоринда Болкан — Ольга
- Нора Риччи — гувернантка
- Шарлотта Рэмплинг — Элизабет Тальман
- Ирина Ванка — Лиза
- Карин Миттендорф — Тильда Тальман
- Валентина Риччи — Эрика Тальман
- Вольфганг Хиллингер — Янек
- Эстер Карлони — Маделина

## Истоки
Идея снять фильм об истоках нацизма родилась у Висконти из планов переснять «Макбет» на современном историческом материале. Размышляя о возможных соответствиях сюжету шекспировской пьесы в современной истории, он натолкнулся на журнальную статью о семействе Круппов, которое финансировало военную индустрию нацистской Германии. По мере работы над сценарием в сюжет были введены мотивы «Царя Эдипа» (кровосмесительная связь сына с матерью) и «Гамлета» (мстящий матери и её любовнику сын-изгой). История нравственного разложения семейства была переосмыслена как образ «гибели богов» — падения патриархальной Европы с её вековыми культурными устоями. По мнению А. Плахова, Висконти удалось сплавить воедино миф и историю, зарифмовать семейное и социальное.

## Реакция
После выхода фильма в прокат одни рецензенты критиковали его за декадентство и тяжеловесное жонглирование приевшимися литературными реминисценциями, другие — сравнивали с произведениями оперного искусства. По словам одного французского критика, «Гибель богов» — это «шекспировская трагедия, поставленная как опера Вагнера»; другой критик писал, что это история Круппов, увиденная глазами Верди. Фильм выдвигался на премии «Оскар» за лучший оригинальный сценарий и «Золотой глобус» самому многообещающему новичку (Хельмут Бергер). В американский прокат лента вышла в урезанном виде (без сцены оргии) и под другим названием — «Проклятые» (The Damned).

## Влияние
Вслед за «Гибелью богов» появилось несколько других фильмов, искавших истоки фашизма в сексуальных перверсиях; среди них наиболее известны: «Конформист» Б. Бертолуччи (1970), «Ночной портье» Лилианы Кавани (1974), «Салон Китти» Тинто Брасса (1976). Нарисованный Висконти образ уничтожающей себя изнутри семьи был переосмыслен Фр. Копполой в «Крёстном отце» (1972) и П. Шеро в «Королеве Марго» (1994). Особенно неизгладимое впечатление «Гибель богов» произвела на Фассбиндера, который считал его едва ли не величайшим из всех фильмов и не раз цитировал из него отдельные сцены (например, в «Китайской рулетке»).